# Bernardet
Bernardet (fl. XIII secolo) è stato un trovatore occitano le cui fonti biografiche sono pressoché assenti.
Probabilmente fu al servizio di un certo signore d'Alga (forse Algue o Auge), in qualche parte del Mezzogiorno di Francia, rinomato per la sua magnanimità, ma che Bernardet, sfortunatamente, non ebbe modo di poter saggiare.
Alcuni studiosi ritengono Bernardet l'autore di Flamenca, il quale, secondo Blodgett, era certamente una persona molto erudita, forse nemmeno un menestrello, ma piuttosto un chierico o monaco del monastero di Nant, situabile nel feudo o castello di Alga (a sud del Rouergue) della famiglia Roquefeuille, che nel XIII secolo aveva una certa importanza. Il signore nominato in Flamenca potrebbe essere Raimondo I di Roquefeuill, comtor di Nant a partire dal 1270
Dal Flamenca riusciamo a reperire solo il nome Bernardet dell'eroe-autore e quello di un innominato signor d'Alga, che alcuni sono propensi a identificare con Raimondo I di Roquefeuill, comtor di Nant a partire dal 1270:
 Ben feir' [ait]al le seners d'Alga

 si tan ben faire o pogues

 [...]

 del sieu ben dir no m'antremet

 mais, si non fos pe.n Bernardet

 de que.m sap mal quar plus non l'ama